# La Chapelle-Taillefert
La Chapelle-Taillefert é uma comuna francesa na região administrativa da Nova Aquitânia, no departamento de Creuse. Estende-se por uma área de 14,11 km². Em 2010 a comuna tinha 438 habitantes (densidade: 31 hab./km²).